# Булатович, Момир
Момир Булатович (черног. Момир Булатовић; 21 сентября 1956, Белград, Сербия, ФНРЮ — 30 июня 2019, село Рачи, Черногория) — югославский и черногорский государственный и политический деятель, 1-й президент Черногории (1990—1998) в период, когда Черногория была частью Союзной Республики Югославия (СРЮ), 3-й председатель Правительства СРЮ (1998—2000). В 1991—1997 годах возглавлял Демократическую партию социалистов Черногории (ДПС), преемницу Союза коммунистов Черногории (СКЧ).

## Биография

### Ранние годы и образование
Родился 21 сентября 1956 года в Белграде в семье офицера Югославской народной армии. Когда Момиру было 5 лет, семья переехала в город Задар в Хорватии. Здесь он окончил школу.
В 1975 году 18-летний Булатович уехал в Титоград, чтобы поступить на факультет экономики университета Титограда. Сам будущий политик утверждал, что хотел учиться в Белграде, но у семьи не хватало на это денег. После получения диплома Булатович остался работать в университете, а затем получил степень магистра.

### Ранняя политическая карьера
С 1988 года — один из лидеров Союза коммунистов Черногории. Его политическая карьера пошла в гору, когда вместе с Мило Джукановичем и Светозаром Маровичем при поддержке Слободана Милошевича он начал борьбу против руководства Союза коммунистов Югославии. Выступал за защиту сербского населения Косова, ограничение албанской автономии и сохранение союза с Сербией. В 1989 году возглавил Союз коммунистов Югославии.

### Президентство
В декабре 1990 года был избран президентом Республики Черногория. В 1991 году основал и возглавил Демократическую партию социалистов Черногории (ДПС).
Поддерживал Милошевича в рамках войны в Хорватии и войны в Боснии и Герцеговине, был одним из ключевых сторонников осады Дубровника. В 1992 году Черногория и Сербия создали Союзную Республику Югославия (СРЮ).
Если в конце 1980-х годов Булатович и Джуканович были политическими союзниками, то по состоянию на 1997 год — политическими оппонентами. Оба приняли участие в президентских выборах в Черногории в октябре 1997 года, Булатович в итоге проиграл и был исключён из ДПС. Вместе с ним партию покинула крупная группа соратников, которые в 1998 году образовали Социалистическую народную партию Черногории (СНП).

### После президентства
Булатович не признал поражение на президентских выборах 1997 года и стал одним из лидеров оппозиции Джукановичу, который в январе 1998 года сменил Булатовича на посту президента Черногории.
В 1998—2000 годах — председатель Правительства СРЮ. На это время пришлись война в Косове и военная операция НАТО «Союзная сила». После свержения Милошевича потерял пост главы югославского правительства и покинул СНП, создав Народную социалистическую партию Черногории (НСП).
В 2001 году написал и опубликовал мемуары, озаглавленные The Rules of Keeping Silent, в которых раскритиковал своих прежних союзников.
В последние годы жизни отошёл от политической деятельности, умер 30 июня 2019 года в селе Рачи недалеко от Подгорицы.